# Xian autonome gelao et miao de Daozhen
Le xian autonome gelao et miao de Daozhen (道真仡佬族苗族自治县 ; pinyin : Dàozhēn gēlǎozú miáozú Zìzhìxiàn) est un district administratif de la province du Guizhou en Chine. Il est placé sous la juridiction de la ville-préfecture de Zunyi.

## Démographie
La population du district était de 315 235 habitants en 1999.